# Prosenik Začretski
Prosenik Začretski is een plaats in de gemeente Zabok in de Kroatische provincie Krapina-Zagorje. De plaats telt 191 inwoners (2001).